# Honnō-ji

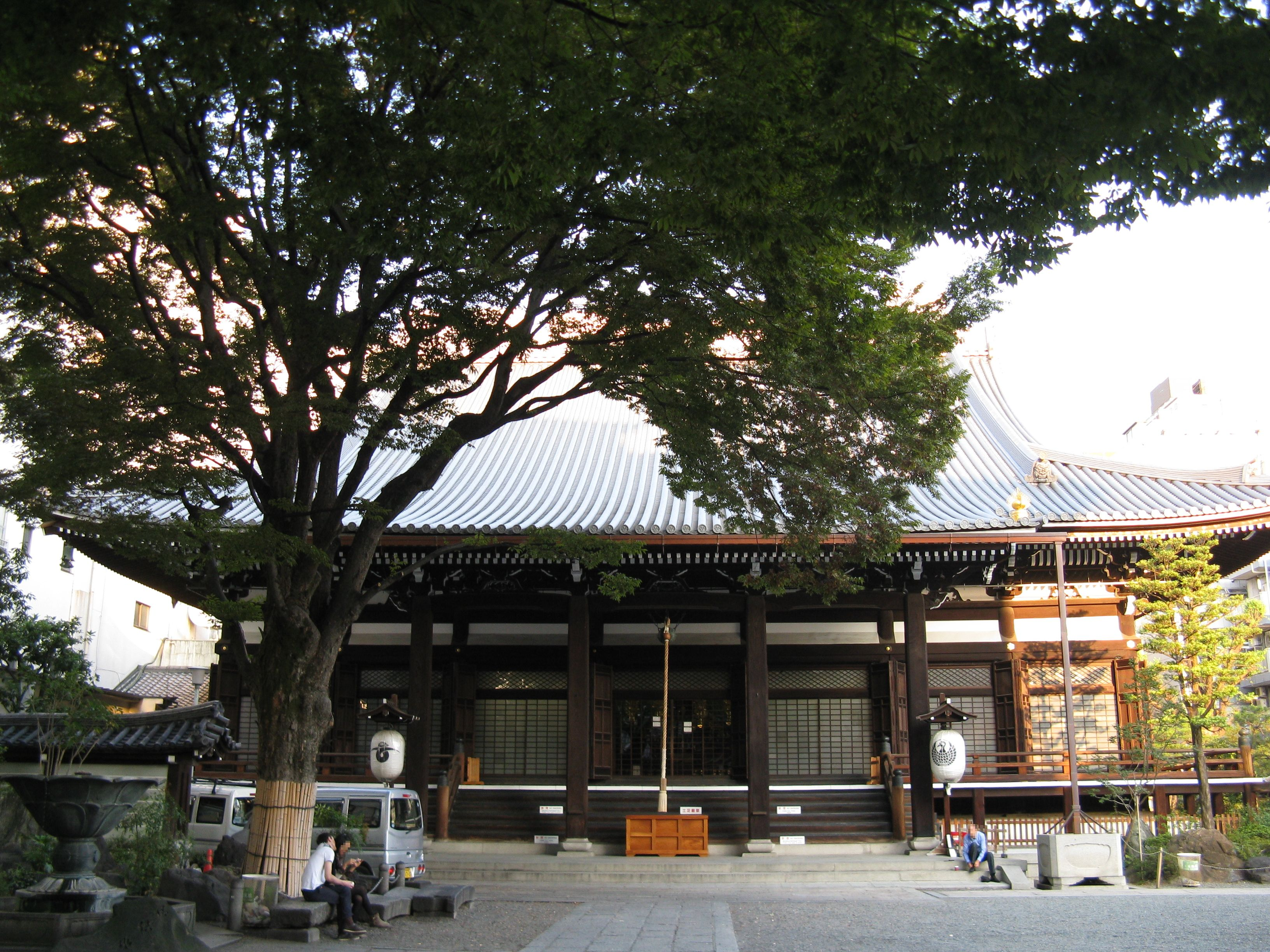
Honnō-ji.

Le Honnō-ji (本能寺) est un temple bouddhiste de la secte Nichiren situé à Kyoto au Japon. Son honzon est le mandara-honzon (曼荼羅本尊) du daimoku.

## Histoire
Honnō-ji est surtout connu pour l'épisode historique appelé l'incident du Honnō-ji. Oda Nobunaga résida au temple avant l'invasion de la région ouest. Au matin du 21 juin 1582, les forces d'Akechi Mitsuhide entourent le temple et y mettent le feu. Comprenant qu'il n'a aucun moyen de s'échapper, Nobunaga commet le seppuku avec son serviteur Mori Ranmaru. Les frères de Ranmaru périssent également à Honnō-ji.

## Emplacement
Le Honnō-ji reconstruit se trouve sur un site différent à Kyoto, près de la station Kyoto Shiyakusho-mae du métro de Kyoto.

## Galerie d'images

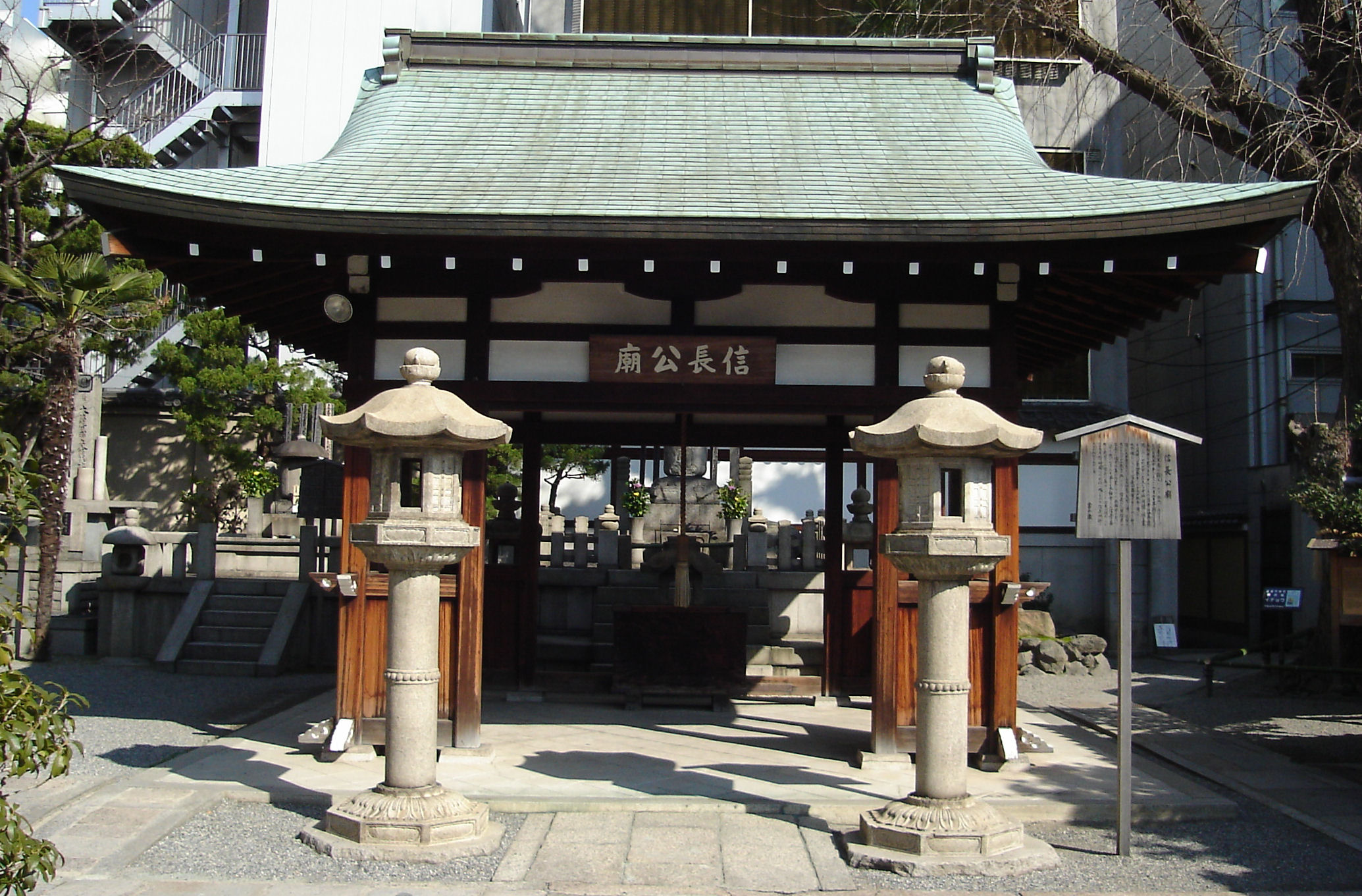
Mausolée d'Oda Nobunaga.
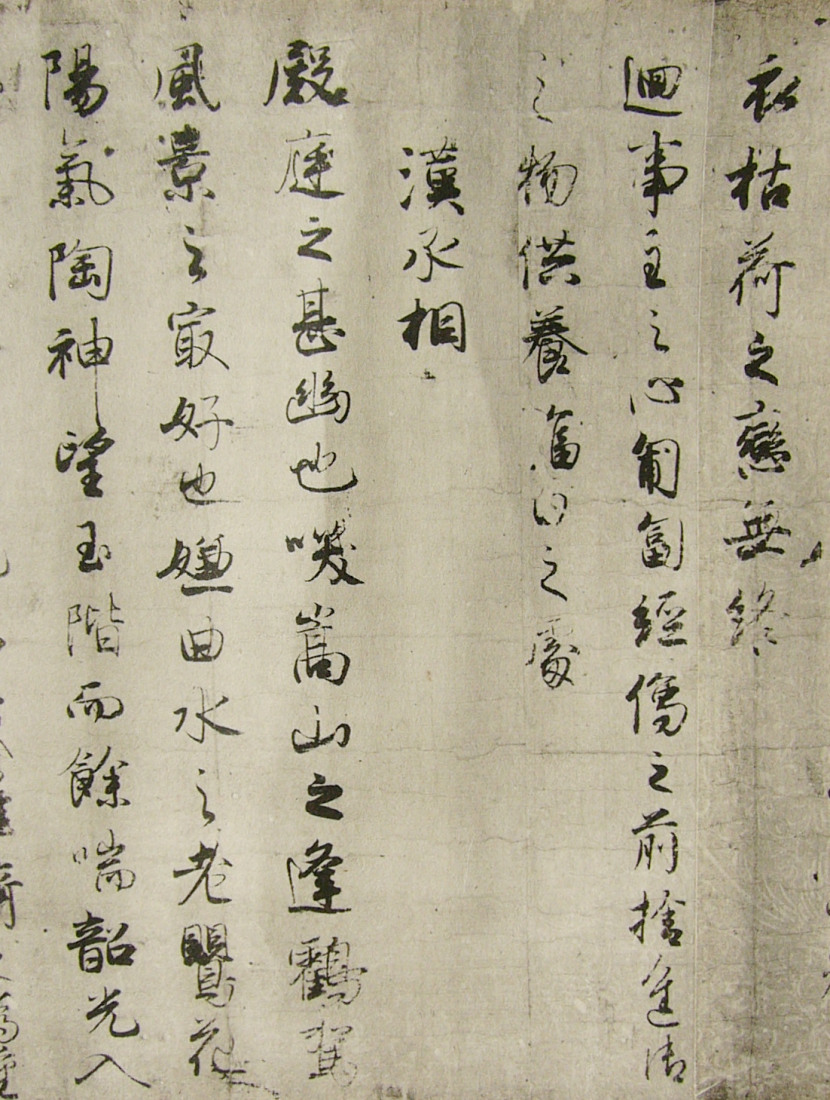
Anthologie de poèmes d'auteurs japonais, calligraphie de Fujiwara no Yukinari (972-1028), rouleau.